# Martha Bertina
Martha Bertina (* 19. November 1897 in Frankfurt am Main; † 3. September 1992 in Hofheim am Taunus) war eine deutsche Illustratorin, Karikaturistin und Pressezeichnerin.

## Leben und Werk
Martha Bertina wurde am 19. November 1897 in Frankfurt am Main vermutlich als Tochter des Theatermalers Walter B. geboren. In ihrer Geburtsstadt lebte sie bis 1975, bevor sie sich in Hofheim am Taunus niederließ, wo sie bis zu ihrem Tod im Jahr 1992 ansässig blieb.
Bertina illustrierte zahlreiche Beiträge für verschiedene deutsche Publikationen, darunter befinden sich unter anderem Constanze und Das Illustrierte Blatt. Ihre humorvollen Karikaturen behandeln allgemeine bürgerliche Themen.
Für die Wochenzeitung Das Illustrierte Blatt erschuf Bertina den Comicstrip Aber Klärchen: Entwaffnende Kindergeschichten, die Texte in Versform verfasste ein Herr Bählamm. Die Geschichten erschienen ab den späten 1930er bis in die frühen 1940er Jahre und kamen erstmals 1941 beim Ernst Heimeran Verlag in München als Sammelband heraus. Eine italienische Übersetzung wurde unter dem Titel La Pestifera Susanna publiziert. Eine weitere, von Bertina gezeichnete Kinderserie ist Lenchen, die ebenfalls in einzelnen Episoden und anschließend gesammelt in Buchform veröffentlicht wurde.
Für die Neuauflage der Heftreihe Kranz-Bücherei („Klassenlesestoffe für die Volksschule“) illustrierte sie in den 1950er und 1960er Jahren mehrere Bücher für den Schulunterricht. So erschien beispielsweise 1951 Haselkätzchen – Naturkundliche Kurzgeschichten aus der Vorfrühlingszeit, verfasst von Heinrich Grupe, oder 1958 Ole Fix erzählt Märchen nach den Texten von Elli Schüler.

## Veröffentlichungen (Auswahl)
- Aber Klärchen: Entwaffnende Kindergeschichten. Ernst Heimeran Verlag, München 1941.
- Christiane und Till nach den Texten von Ernst Heimeran. Ernst Heimeran Verlag, München 1947.
- Poldi. Ernst Heimeran Verlag, München 1949.
- Saft, Saft steige! Naturkundliche Kurzgeschichten aus der Frühlingszeit. Kranz-Bücherei Nr. 2, Diesterweg Verlag, Frankfurt am Main 1951.
- Die lustige Blätterwiese: Vom Humor in der Presse nach Texten von Hans Tillman. Linotype, Berlin 1956.
- Seltsamer Überfall: Eine Hundegeschichte nach den Texten von Lotte Tiedemann. Kranz-Bücherei Nr. 25, Diesterweg Verlag, Frankfurt am Main 1967.
- Poldi, der Bruder vom Grafen Bobby. Classen Verlag, Zürich 1976, ISBN 978-3-7172-0250-9.